# Ɐ̂
Cette page contient des caractères spéciaux ou non latins. S’ils s’affichent mal (▯, ?, etc.), consultez la page d’aide Unicode.
Le a culbuté accent circonflexe (capitale : Ɐ̂, minuscule : ɐ̂) est une lettre additionnelle qui est utilisée en koalib dans la transcription de Nicolas Quint. Sa forme minuscule est également utilisée par l'alphabet phonétique international.

## Utilisation
En koalib, le a culbuté accent circonflexe est utilisé dans la transcription phonologique de Nicolas Quint dans certains ouvrages publiés depuis 2006.

### Linguistique
Dans l’alphabet phonétique international, le a culbuté et l’accent circonflexe sont utilisés pour représenter une voyelle pré-ouverte centrale et un ton descendant.

## Représentation informatique
Le a culbuté accent circonflexe peut être représenté avec les caractères Unicode suivants (Alphabet phonétique international, Diacritiques, Latin étendu C),,
| formes    | représentations | chaînes de caractères | points de code | descriptions                                                     |
| --------- | --------------- | --------------------- | -------------- | ---------------------------------------------------------------- |
| capitale  | Ɐ́               | Ɐ◌̂                    | U+2C6F U+0302  | lettre majuscule latine a culbuté diacritique accent circonflexe |
| minuscule | ɐ́               | ɐ◌̂                    | U+0250 U+0302  | lettre minuscule latine a culbuté diacritique accent circonflexe |